# جزيرة الإجاص الشائك

جزيرة الاجاص الشائك

جزيرة الإجاص الشائك هي جزيرة صغيرة في أنتيغوا وباربودا. مساحتها 650 متر تقع قبالة ساحل الشاطئ الشمالي من الجزيرة الكبيرة لأنتيغوا، جزر الهند الغربية. حجم الجزيرة تقريبا 100 متر من الشمال إلى الجنوب، وتقريبا. 50 متراً من الشرق إلى الغرب. الجزيرة غير مأهولة، ولكن كثيراً ما تستخدم للرحلات الترفيهية والسياحية.